# 丹尼尔·麦克布林
丹尼爾·詹姆斯·麥克布林（Daniel James McBreen，1977年4月23日—），生於英格蘭伯恩利，澳洲足球運動員，司職前锋。

## 球會生涯
麥比連生於英格蘭伯恩利，出生後6週就跟隨去埃奇沃思老鷹踢球的父親移居到澳洲的紐卡素，在埃奇沃思老鷹接受足球訓練並代表球隊在地區聯賽比賽出場。2000年，麥比連獲得澳洲職業足球聯賽球隊紐卡素噴射機的全職合約。2002年，麥比連轉會到羅馬尼亞足球甲級聯賽球隊克拉約瓦大學，但這次轉會後來在球員本人看來是錯誤的決定。2004年，麥比連在克拉約瓦大學拒絕履行合約義務後，轉投蘇格蘭足球甲級聯賽球隊福爾柯克並在2004年9月得到國際轉會許可。2005年6月，在幫助球隊獲得冠軍升級後和法爾科克續約一年。2006年8月，麥比連自由轉會加盟英格蘭足球甲級聯賽球隊斯肯索普，簽約兩年。
2007年10月5日，麥比連外借至英格蘭足球全國聯賽球隊約克城一個月，代表球會出場5次，射進2球，雖然約克城有意延長麥比連的借約，但由於班·梅租借期滿回歸米禾爾，所以斯肯索普在11月5日召回麥比連。2008年1月，麥比連和蘇格蘭甲級聯賽球隊聖莊士東簽約半年。雖然他在蘇格蘭足總盃半準決賽和格拉斯哥流浪的比賽射進一球，但在聯賽6次出場一無所獲。賽季結束後，他並沒有得到聖莊士東的續約，雖然麥比連一度和澳職球隊阿德萊德聯和威靈頓鳳凰有聯繫，但他還是在2008年6月25日回到約克城。
2009年8月，麥比連回到澳洲加盟北風暴。2009年12月，麥比連與中岸水手簽訂一份兩年的預備合約，以參加2010/11賽季和2011/12賽季聯賽。2010年1月12日，麥比連臨時轉會到珀斯光輝，協助中岸水手獲得2011/12賽季澳職聯賽常規賽和2012/13賽季季后賽冠軍，同時個人還取得2012/13賽季聯賽最佳射手的稱號。2013年5月13日，麥比連與中岸水手續約一年。2013年6月8日，中國足球超級聯賽球隊上海東亞正式租借麥比連至10月31日。2014年，麥比連從中岸水手轉會至上海東亞。
2015年1月21日，南華為應付亞協盃的賽事於社交網站公佈麥比連落實加盟，簽約至季尾。2015年2月26日，亞協盃G組，南華以6–1大勝菲律賓球隊環球，麥比連取得兩個入球，更獲亞洲足協選出的全場MVP。麥比連一共為南華踢過7場2015年亞協盃賽事，一共取得8個入球協助球隊打入八強，並奪得2015年亞協盃神射手。 可惜在該賽季完結後沒有續約離開香港到新南威爾斯洲執教Emerging Jets U15同時考上C級教練牌，由於仍想繼續踢球於是在2016年5月重返年輕時效力的球隊埃奇沃思老鹰協助球隊連續在2015/16和2016/17球季奪得冠軍。

## 榮譽
福爾柯克
- 蘇格蘭挑戰盃（2004–05）
- 蘇格蘭足球甲級聯賽（2004–05）

斯肯索普
- 英格蘭足球甲級聯賽（2006–07）

中岸水手
- 澳洲職業足球聯賽常規賽（2011–12）
- 澳洲職業足球聯賽季後賽（2012–13）

個人
- 澳洲職業足球聯賽 最佳射手（2012–13）
- 澳洲職業足球聯賽 最佳陣容（2012–13）
- 喬馬斯頓獎（英语：Joe Marston Medal）（2013）
- 亞協盃神射手（2015）

## 外部連結
- 香港足球總會網頁球員註冊資料[永久]